# Лептон
Лептони (према грч. λεπτός: ситан) су елементарне честице које не праве друге сложене честице, али учествују у важним физичким процесима. Спин им је 1/2 (дакле, лептони су фермиони), а они који су наелектрисани имају јединично наелектрисање. Не осећају јаку, али су осетљиви на слабу силу. Маса им је знатно мања од масе кваркова, али за разлику од њих могу се наћи слободни.
Постоје три врсте лептона који образују слабе дублете са својим неутринима: електрон, мион, тау, електронски неутрино, мионски неутрино и тау неутрино. Šест познатих лептона сврстано је у три нараштаја (породица) лептона: електронски (e, νe), мионски (μ, νμ) и тауонски лептони (τ, ντ). За сваки од њих постоји антилептон, на пример, позитрон као античестица електрона. Електрон, мион и тауон имају електрични набој и међу њима се појављује електромагнетско међуделовање а неутрини су електрички неутрални и електромагнетски не међуделују. Сви лептони међуделују гравитацијским и слабим међуделовањем.
Донедавно се мислило да лептонски нараштаји не комуницирају, што значи да би засебно били очувани лептонски бројеви, то јест укупан број лептона, . Открићем спонтаног преласка неутрина из једне врсте у другу (М. Кошиба) дошло се до спознаје о постојању неутринских маса, а тиме и до првих назнака постојања нове физике, изван стандардног модела честица.
Лептоне карактерише закон о очувању лептонског броја - зброј лептона (лептонски број +1) и антилептона (лептонски број -1) који улазе у реакцију једнак је броју лептона који из ње излазе.

## Таблица лептона
| Честица / Назив античестице | Симбол                                         | Набој Q () | Спин |    |    |    | Маса ()               | Време треајања ()     |
| --------------------------- | ---------------------------------------------- | ---------- | ---- | -- | -- | -- | --------------------- | --------------------- |
| Електрон                    | -                                              | −1         | 1/2  | +1 | 0  | 0  | 0,510 998 910 (± 13)  | Стабилан              |
| Позитрон                    | +                                              | +1         | 1/2  | −1 | 0  | 0  | 0,510 998 910 (± 13)  | Стабилан              |
| Мион                        | μ-                                             | −1         | 1/2  | 0  | +1 | 0  | 105,658 366 8 (± 3 8) | 2,197 019×10−6 (± 21) |
| Антимион                    | μ+                                             | +1         | 1/2  | 0  | −1 | 0  | 105,658 366 8 (± 3 8) | 2,197 019×10−6 (± 21) |
| Тауон или тау лептон        | τ-                                             | −1         | 1/2  | 0  | 0  | +1 | 1 776,84 (± 0,17)     | 2,906×10−13 (± 0,010) |
| Антитауон                   | τ+                                             | +1         | 1/2  | 0  | 0  | −1 | 1 776,84 (± 0,17)     | 2,906×10−13 (± 0,010) |
| Неутрино                    |                                                | 0          | 1/2  | +1 | 0  | 0  | < 0,000 002 2         | Непознато             |
| Електронски антинеутрино    | {\displaystyle \mathrm {\bar {\nu _{e}}} }     | 0          | 1/2  | −1 | 0  | 0  | < 0,000 002 2         | Непознато             |
| Мионски неутрино            | νμ                                             | 0          | 1/2  | 0  | +1 | 0  | < 0,17                | Непознато             |
| Мионски антинеутрино        | {\displaystyle \mathrm {\bar {\nu _{\mu }}} }  | 0          | 1/2  | 0  | −1 | 0  | < 0,17                | Непознато             |
| Тау неутрино                | ντ                                             | 0          | 1/2  | 0  | 0  | +1 | < 15,5                | Непознато             |
| Тау антинеутрино            | {\displaystyle \mathrm {\bar {\nu _{\tau }}} } | 0          | 1/2  | 0  | 0  | −1 | < 15,5                | Непознато             |

## Објашњење
Од лептона најпознатији је електрон, стога су лептони највише и проучавани, јер се својства електрона огледају у миону и тау лептону. Ова три лептона имају исти електрични набој и мало тога, осим масе, разликује електрон од миона и тау лептона. Једина очита разлика је у томе што се мион и тау лептон могу распадати на друге честице (из прве и друге генерације лептона и њихове античестице), док је електрон стабилна честица. Исто као и код кваркова, маса лептона се повећава како се иде према вишој генерацији.
Остала три лептона се називају неутрини, јер су електрички неутрални. Треба напоменути да није исто рећи, на пример, да је неутрон без набоја и да је неутрон неутралан. Неутрон се састоји од три кварка и сваки од њих носи електрични набој који се у коначном збиру поништи. Неутрини, за разлику од неутрона, су елементарне честице. Као такве нису изграђене од других елементарнијих компоненти, они су истински неутрални. Стога, да би разликовале такве честице од оних којима се набоји компоненти поништавају, за неутрине (и сличне честице) се каже да су неутрални, а за неутроне (и честице сличне њима) да су без набоја. Према стандардном моделу сматра се да су неутрини честице без масе, иако резултати експеримента Супер-Камиоканде у Јапану (М. Кошиба) дају назнаку да би неутрини ипак могли имати изузетно малу, али коначну масу. Будући да су неутрини без масе и неутрални, то им ускраћује било какву физичко постојање. Међутим, неутрини имају енергију и та их енергија чини стварнима.
Лептони, за разлику од кваркова, постоје у природи као засебне честице. Електрон је врло позната честица и његова својства су успостављена у основама физике. Други лептон, електронски неутрино, је мање познат али једнако чест у природи. У великом броју га производе неки радиоактивни процеси и средишње језгре нуклеарних реактора, док је Сунце највећи произвођач. Приближно 1012 електронских неутрина прође кроз људско тело сваке секунде, већина настала у нуклеарним реакцијама које се одвијају у језгру Сунца. Будући да јако ретко делују с материјом велики број неутрина који прође кроз људско тело не чини никакву штету.
Лептони друге генерације су ређи, али се могу наћи у природи. Мионе је лако произвести у лабораторијским експериментима. Осим по маси, врло су слични електронима. Због велике масе су нестабилни па се распадају на електроне и неутрина. Једноставно се могу посматрати у експериментима с космичким зракама.
Чланови треће генерације (тау лептони) нису виђени у природним процесима, барем не у овом стадију развоја свемира. Много раније, када је свемир био топлији и када су честице имале далеко више енергије, лептони треће генерације су често настајали у природним реакцијама. То је међутим било пре неколико милијарди година. Данас се тау лептон може посматрати само у лабораторијским експериментима, док тау неутрино није директно виђен у експериментима већ се његово присуство може закључити из одређених реакција.

## Лептонски број
Лептонски број је претпоставка да лептони поседују неко унутрашње својство које се не може мерити на стандардни начин (у смислу као што се могу мерити електрични набој или маса), али по којем се попут генерације кваркова међусобно разликује. Донедавно се мислило да лептонски нараштаји не комуницирају, што значи да би засебно били очувани лептонски бројеви, то јест укупан број лептона: .

### Антилептони
Антиматерија и античестице заиста постоје, само не на начин на који је често представљена у филмовима. Могуће ју је створити у лабораторијима и физичари елементарних честица је често користе у својим експериментима.
Савремена теорија говори да свака честица има своју античестицу, честицу исте масе и спина, али супротног набоја. Осим по набоју, честице и античестице се разликују по низу других својстава. На пример, по лептонском броју, барионском броју, и тако даље. Својства која су једнака код честица и атичестица јесу маса, спин, време полураспада, и тако даље. Дакле, антиматерија се састоји од античестица, исто као што се материја састоји од честица. Антиматерија је веома ретка у свемиру и не зна се зашто свемир не садржи исту количину материје и антиматерије.
Укратко, постоји 6 лептона сврстаних у 3 генерације и 6 антилептона такође сврстаних у 3 генерације. Антилептони су исте масе и спина као и лептони, али супротног набоја и лептонског броја. У доњој табели, која представља проширену лептонску „породицу”, у другом реду су смештени антилептони којима је придружен лептонски број супротног предзнака:
| Лептонски број      | +1                                                                               | 0                                     | -1                                                                                                |
| Елементарна честица | електрон, мион, тау лептон, електронски неутрино, мионски неутрино, тау неутрино | кваркови, бариони, мезони, бозони ... | позитрон, антимион, антитауон, електронски антинеутрино, мионски антинеутрино]], тау антинеутрино |